# Министерство федеральных территорий и городского благополучия (Малайзия)
Министерство федеральных территорий и городского благополучия (Малайзия) отвечает за контроль, управление и развитие всех трех федеральных территорий Малайзии: Куала-Лумпур, Лабуан и Путраджайя.

## Агентства при министерстве
- Мэрия Куала-Лумпура
- Лабуанская корпорация
- Путраджайская корпорация
- Совет по спорту федеральных территорий